# Roy Paci & Aretuska
 (août 2024).
Si vous disposez d'ouvrages ou d'articles de référence ou si vous connaissez des sites web de qualité traitant du thème abordé ici, merci de compléter l'article en donnant les références utiles à sa vérifiabilité et en les liant à la section « Notes et références ».
Roy Paci & Aretuska est un groupe italien de ska, originaire de Catane, en Sicile, mené par le trompettiste Roy Paci. 

## Histoire
Roy Paci s'est fait connaître comme trompettiste de Manu Chao au sein de Radio Bemba Sound System. En 2003, son premier album Baciamo le mani est distribué en France. C'est un  disque de ska 60s où les cuivres sont omniprésents. 
Moins d'un an plus tard, c'est le deuxième album qui est disponible, Tuttaposto, au son à la fois traditionnel et original. Traditionnel car le groupe est respectueux du style de ses aînés jamaïcains, original car il n'oublie jamais de mélanger la Jamaïque aux sons typiquement italiens voire à la musique traditionnelle sicilienne. Ennio Morricone et Nino Rota ne sont jamais bien loin, entre les Skatalites et les Slackers. 
Le troisième album Parola d'onore paraît en 2005 en Italie, mais il est mal distribué dans le reste du monde. Le quatrième album, Suono globale est paru en 2007 en Italie. Il comporte un duo avec Manu Chao.

## Discographie
- 2003 : Baciamo le mani
- 2004 : Tuttaposto
- 2005 : Parola d'onore
- 2007 : Suono globale